# Bagutta-díj

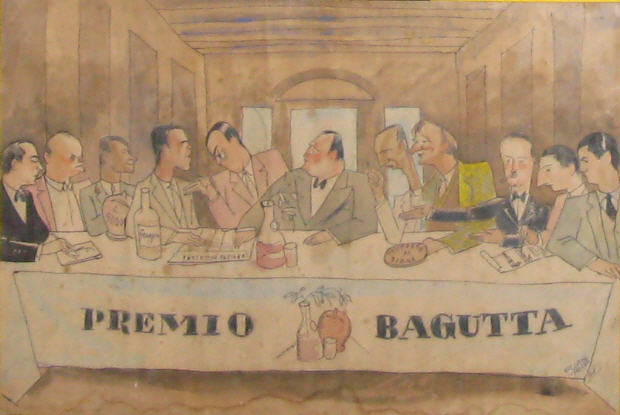

A Bagutta-díj (olaszul: Premio Bagutta) egy olasz irodalmi díj.
Alapításának ötlete a neves Bagutta Ristorante milánói étteremhez fűződik. Riccardo Bacchelli olasz író fedezte fel az éttermet, mely hamarosan művészbarátai kedvenc találkozóhelyévé vált, akikkel főleg könyvekről beszélgettek. 1927. november 11-én döntötték el, hogy létrehoznak egy irodalmi díjat, és azt az étteremről nevezik el. 1937 és 1946 között a díjat nem adták ki.

## Díjazottak
- 1927  Giovan Battista Angioletti, Il giorno del giudizio, (Ribet)
- 1928  Giovanni Comisso, Gente di mare (Treves)
- 1929  Vincenzo Cardarelli, Il sole a picco, (Mondadori)
- 1930  Gino Rocca, Gli ultimi furono i primi, (Treves)
- 1931  Giovanni Titta Rosa, Il varco nel muro, (Carabba)
- 1932  Leonida Rèpaci, Storia dei fratelli Rupe, (Ceschina)
- 1933  Raul Radice,Vita comica di Corinna, (Ceschina)
- 1934  Carlo Emilio Gadda,Il castello di Udine, (Solaria)
- 1935  Enrico Sacchetti, Vita di artista, (Treves)
- 1936  Silvio Negro, Vaticano minore, (Hoepli)
- 1937-1946  Nem adtak át díjat
- 1947  Dario Ortolani, Il sole bianco, Garzanti)
- 1948  Pier Antonio Quarantotti Gambini, L'onda dell'incrociatore, (Einaudi)
- 1949  Giulio Confalonieri, Prigionia di un artista (Genio)
- 1950  Vitaliano Brancati, Il bell'Antonio, (Bompiani)
- 1951  Indro Montanelli, Pantheon minore, (Longanesi)
- 1952  Francesco Serantini, L'osteria del gatto parlante, (Garzanti)
- 1953  Leonardo Borghese, Primo amore, (Garzanti)
- 1954  Giuseppe Marotta, Coraggio, guardiano, (Bompiani)
- 1955  Alfonso Gatto, La forza degli occhi, Mondadori)
- 1956  Giuseppe Lanza, Rosso sul lago, (Cappelli)
- 1957  Pier Angelo Soldini, Sole e bandiere, (Ceschina)
- 1958  Lorenzo Montano, A passo d'uomo, (Rebellato)
- 1959  Italo Calvino, Racconti, (Einaudi)
- 1960  Enrico Emanuelli, Uno di New York, (Mondadori)
- 1961  Giorgio Vigolo, Le notti romane, (Bompiani)
- 1962  Giuseppe Dessì, Il disertore, (Feltrinelli)
- 1963  Ottiero Ottieri, La linea gotica, (Bompiani)
- 1964  Tommaso Landolfi, Rien va, (Vallecchi)
- 1965  Biagio Marin, Il non tempo del mare, (Mondadori)
- 1966  Manlio Cancogni, La linea dei Tomori, (Mondadori)
- 1967  Primo Levi, Storie naturali (Einaudi)
- 1968  Piero Chiara, Il balordo, (Mondadori)
- 1969  Niccolò Tucci, Gli atlantici, (Garzanti)
- 1970  Alberto Vigevani, L'invenzione, (Vallecchi)
- 1971  Pietro Gadda Conti, La paura (Ceschina)
- 1972  Anna Banti, Je vous écris d'un pays lontain (Mondadori)
- 1973  Sergio Solmi, Meditazione sullo scorpione, (Adelphi)
- 1974  Gianni Celati, Le avventure di Guizzardi, (Einaudi)
- 1975  Enzo Forcella, Celebrazioni d'un trentennio, (Mondadori)
- 1976  Mario Soldati, Lo specchio inclinato, (Mondadori)
- 1977  Sandro Penna, Stranezze, (Garzanti)
- 1878  Carlo Cassola, L'uomo e il cane, (Rizzoli)
- 1979  Mario Rigoni Stern, Storia di Tönle, (Einaudi)
- 1980  Giovanni Macchia, L'angelo della notte, (Rizzoli)
- 1981  Pietro Citati, Breve vita di Katherine Mansfield, (Rizzoli)
- 1982  Vittorio Sereni, Il musicante di Saint-Merry, (Einaudi)
- 1983  Giorgio Bassani, In rima e senza, (Mondadori)
- 1984  Natalia Ginzburg, La famiglia Manzoni, (Einaudi)
- 1985  Francesca Duranti, La casa sul lago della luna, (Rizzoli)
- 1986  Leonardo Sciascia, Cronachette, (Sellerio)
- 1987  Claudio Magris, Danubio, (Garzanti)
- 1988  Luciano Erba, Il tranviere metafisico, (Scheiwiller)
- 1989  Luigi Meneghello, Bau-sète!, (Rizzoli)
- 1990  Fleur Jaeggy, I beati anni del castigo (Adelphi)
- 1991  Livio Garzanti, La fiera navigante, (Garzanti)
- 1992  Giorgio Bocca, Il provinciale, (Mondadori)
- 1993  Giovanni Giudici, Poesie 1953-1990, (Garzanti)
- 1994  Alberto Arbasino, Fratelli d'Italia, (Adelphi)
- 1995  Daniele Del Giudice, Staccando l'ombra da terra, (Einaudi)
- 1996  Raffaello Baldini, Ad nota, (Mondadori)
- 1997  Sergio Ferrero, Gli occhi del padre, (Mondadori)
- 1998  Giovanni Raboni, Tutte le poesie (1951-1993), (Garzanti)
- 1999  Fabio Carpi, Patchwork, (Bollate Boringhieri)
- 2000  Andrea Zanzotto, Le poesie e prose scelte, (Mondadori)
- 2001  Serena Vitale, La casa di ghiaccio. Venti piccole storie russe, (Mondadori)
- 2002  Roberto Calasso, La letteratura e gli dei, (Adelphi)
- 2003  Giorgio Orelli, Il collo dell'anitra, (Garzanti)
- 2004  Michele Mari, Tutto il ferro della Tour Eiffel, (Einaudi)
- 2005  Franco Cordero, Le strane regole del sig. B, (Garzanti)
- 2006  Filippo Tuena, Le variazioni di Reinach, (Rizzoli) és Eugenio Borgna, L'attesa e la speranza (Feltrinelli)
- 2007  Alessandro Spina, I confini dell'ombra (Morcelliana)
- 2008  Andrej Longo, Dieci (Adelphi)
- 2009  Melania Mazzucco, La lunga attesa dell'angelo (Rizzoli)
- 2010  Corrado Stajano, La città degli untori (Garzanti)
- 2011  Andrea Bajani, Ogni Promessa (Einaudi)
- 2012  Gianfranco Calligarich, Privati abissi (Fazi editore) és Giovanni Mariotti, Il bene viene dai morti (Edizioni Et Al.)
- 2013   Antonella Tarpino, Spaesati
- 2014 	Maurizio Cucchi, Malaspina és Valerio Magrelli, Geologia di un padre
- 2015 	Sandro Veronesi, Terre rare
- 2016 	Paolo Di Stefano, Ogni altra vita. Storia di italiani non illustri és Paolo Maurensig, Teoria delle ombre
- 2017 	Vivian Lamarque, Madre d'inverno
- 2018 	Helena Janeczek, La ragazza con la Leica
- 2019  Marco Balzano, Resto qui
- 2020  Enrico Deaglio, La bomba
- 2021  Giorgio Fontana Prima di noi[1]
- 2022  Benedetta Craveri, La contessa[2]
- 2023 Marco Missiroli, Avere tutto[3]
- 2024 Gianni Biondillo, Quello che noi non siamo[4]